# Karl Hopfner
Karl Borromäus Hopfner (* 28. August 1952 in München) ist ein ehemaliger deutscher Fußballfunktionär. Von 2014 bis 2016 war er Präsident des FC Bayern München. Er gehörte auch mehreren UEFA-Gremien an und war von 2010 bis 2016 Vorstandsmitglied der Deutschen Fußball Liga.

## Leben
Hopfner absolvierte eine Berufsausbildung zum Industriekaufmann und ein Studium der Betriebswirtschaftslehre. Vor seiner Tätigkeit im Fußballbereich war er in leitender Funktion bei einem Industrieunternehmen tätig. 1982 bewarb er sich als Geschäftsführer des FC Bayern München, wurde 1983 eingestellt und war mehrere Jahrzehnte in dieser Funktion tätig. 2009 bis 2012 war er zudem stellvertretender Vorstandsvorsitzender der FC Bayern München AG. Zum Jahresende 2012 zog Hopfner sich aus dem Vorstand der FC Bayern München AG aus gesundheitlichen Gründen zurück. Er wurde im November 2012 zum Vizepräsidenten des FC Bayern München e. V. gewählt und gehörte dem Aufsichtsrat der FC Bayern München AG an.
Im August 2010 wurde er in den Vorstand des Ligaverbandes DFL gewählt wo er bis 2016 verblieb. Von 2007 bis 2009 war Hopfner Mitglied im Ausschuss der Verwaltungsexperten der UEFA. 2009 wurde er als einer der Vertreter der European Club Association Mitglied der Kommission für Klubwettbewerbe der UEFA, in der er zwischen 2011 und 2015 als "Erster Vizevorsitzender" Dritthöchster in der offiziellen Rangfolge war.
Nachdem der Bayern-Präsident Uli Hoeneß wegen einer privaten Steueraffäre zurückgetreten war, schlug der Verwaltungsbeirat des FC Bayern München am 14. März 2014 Hopfner als Nachfolger vor. Am 2. Mai 2014 wurde Karl Hopfner auf einer außerordentlichen Mitgliederversammlung mit 99,6 % der Stimmen zum Präsidenten des FC Bayern München gewählt. Dieses Amt hatte er bis zum 25. November 2016 inne, als sein Vorgänger Uli Hoeneß nach Verbüßung seiner Haftstrafe wieder zum Präsidenten gewählt wurde.
Hopfner ist nach wie vor Vorsitzender der 2005 gegründeten Wohltätigkeitsorganisation FC Bayern Hilfe e. V., eine Funktion, die er 2009 als Nachfolger des verstorbenen Willi Gerner übernahm.
Auf der Jahreshauptversammlung des FC Bayern am 24. November 2017 wurde Hopfner die Ehrenmitgliedschaft des Vereins angetragen. Am 27. März 2018 wurde ihm das Bundesverdienstkreuz am Bande verliehen das er am 12. Juni desselben Jahres aus den Händen des bayerischen Innenministers Joachim Herrmann empfing.
Obwohl Hopfner maßgeblich zur wirtschaftlichen Erfolgsgeschichte des FC Bayern beigetragen hatte und seine Arbeit in Fachpublikationen oft als Paradebeispiel konstanter Geschäftsführung genannt wurde, war sein Name in der Öffentlichkeit vergleichsweise unbekannt. Fernsehzuschauern war Hopfner vor allem als langjähriger Stadion-Sitznachbar seiner prominenten Vorstandskollegen Karl-Heinz Rummenigge und Uli Hoeneß bekannt. Das Fußballmagazin 11 Freunde nannte Hopfner, Rummenigge und Hoeneß im Jahr 2011 das „Bayern-Triumvirat“ und verglich ihr wöchentliches gemeinsames Auftreten im Stadion satirisch mit den Marx Brothers oder „drei Vögeln von der Stange“.

## Privates
Am 29. Dezember 2015 heiratete er seine langjährige Lebensgefährtin Anne Kröhl.